# جنبش روشن‌ها

نماد روشن‌ها، با شعار «روشنی بخشیدن و ارتقای جهان‌بینی طبیعت‌گرا»

جنبش روشن‌ها (به انگلیسی: Brights movement) یک جنبش اجتماعی، با هدف ترویج درک و اظهار عمومی جهان‌بینی طبیعی، و همچنین پذیرش حقوق برابر مدنی برای افراد دارای جهان‌بینی طبیعی است. این جنبش توسط پاول گایزرت و مینگا فوترل در سال ۲۰۰۳ آغاز شد.

## معنا
اسم روشن (با صفت روشن یا روشنی تفاوت دارد) به دلیل بار مثبت آن انتخاب شده‌است، و این‌گونه تعریف می‌شود: «فردی که جهان‌بینی او طبیعت‌گرایانه است. (بدون عناصر ماوراطبیعه یا عرفانی) دنیل دنت فیلسوف، پیشنهاد کرده‌است در برابر روشن‌ها، کسانی که به ماوراطبیعه (supernatural) باور دارند می‌توانند خود را سوپر بنامند. روشن در جنبش روشن‌ها صفت نیست و تنها برای شناساندن نام کسانی که جهان‌بینی طبیعی دارند به‌کار رفته‌است.

## هدف
هدف این حرکت ایجاد حوزه اینترنتی با دنبال کردن این اصول است:
1. ارتقاء درک عمومی و اذعان به جهان‌بینی طبیعی، به مفهوم عاری از عناصر فراطبیعی و عرفانی.
2. به رسمیت شناختن عمومی افرادی که چنین جهان‌بینی‌ای دارند و اینکه می‌توانند اقدامات اصولی در مسائل مهم مدنی داشته باشند.
3. آموزش جامعه به سمت پذیرش کامل و عادلانه مشارکت مدنی این افراد.

## درباره
جنبش روشن خود را از سایر سازمان‌های عضویت سنتی با تمرکز روی گسترش حوزه مشارکت‌کنندگان در مقوله‌های باریک‌تر متمایز می‌سازد؛ از جمله بی‌خدایان، ندانم‌گرایان، شک‌گرایان، و اعضای ادیان سنتی که جوانب فرهنگی را دنبال می‌کنند، بدون باور به معنای واقعی به یک آفریدگار. این افراد اهداف مدنی مشترک، احترام به قوانین برابری‌طلب و گفتمان سیاسی مطلع از علوم طبیعی را دنبال می‌کنند.

## سخن‌گو
بر خلاف عضویت در سازمان‌های سنتی، این سازمان سخنگویی که از طرف همه صحبت کند ندارد، و افراد روشن از طرف خود صحبت می‌کنند، یا به صورت جمعی با پیشنهادهایی که ممکن است اعضا به آن بپیوندند. تمرکز توجه جنبش، نمایاندن بیشترین قشر کسانی که جهان‌بینی طبیعی دارند به جامعه است.